# Тиридат (сатрап)
Тиридат — македонский сатрап ариаспов и гедросов в IV веке до н. э.

## Биография
После казни Филоты и его отца Пармениона в 330 году до н. э. Александр Македонский повел свою армию дальше на восток. Через несколько дней македоняне вступили на землю ариаспов, называемых эвергетами, то есть «благодетелями». Такое название они получили в благодарность за содействие Киру во время его похода на скифов. Александр, убедившись в доброжелательном к себе отношении со стороны ариаспов, по свидетельству Диодора, поставил над ними и гедросами сатрапом Тиридата. Возможно, что Тиридат был уроженцем этой местности. Однако Курций Руф указал, что правителем ариаспов стал Амедин. Арриан же отметил, что ариаспы, чьим образом жизни, при котором они «соблюдают справедливость наравне с лучшими людьми Эллады», восхитился Александр, остались независимыми. Но А. Босворт посчитал эту свободу номинальной.
По предположению ряда исследователей, в том числе Гафурова Б. Г. и Цибукидиса Д. И., Г. Берве, ранее Тиридат был правителем или казначеем в Персеполе и добровольно передал казну македонянам, не допустив ее увоз отступающими персидскими войсками или разграбление горожанами. В благодарность Александр сохранил за Тиридатом «почести, которыми он пользовался при Дарии». Однако вскоре сокровища были перевезены в Экбатану под надзор Гарпала. По замечанию Олмстеда А., если Тиридат и надеялся на благодеяния, которые были ранее оказаны Багофану в Вавилоне или Мазару в Сузах, то его ожидания не оправдались.